# Natascha McElhone
Natasha Taylor (Walton-on-Thames, Surrey, Anglia, 1971. december 14. –) angol színésznő.
Fontosabb filmjei közé tartozik a Ronin (1998), a Truman Show (1998) és a Solaris (2002). 
2007 és 2014 között a Kaliforgia című drámasorozatban Karen van der Beek szerepében vált ismertté. Szerepelt A kijelölt túlélő (2016–2017) és a The First (2018) című sorozatokban is.

## Fiatalkora és családja
1971. december 14-én született Hampsteadben. Szülei újságírók voltak. Brightonban a St. Mary's Hallba járt iskolába 1982 és 1986 között. 1990-től a londoni Zenei és Színművészeti Akadémián tanult. 1993-ban diplomázott le, ezután színpadi szerepekben tűnt fel. 

## Pályafutása
A brit televízióban debütált 1991-ben a Bergerac egyik epizódjában. Három évvel később egy katonatisztet alakított a A Breed of Heroes című produkcióban. 1996-ban mutatták be a Túlélni Picassót című filmet, amelyben Françoise Gilot-t játszotta. E film után kedvére válogathatott a különböző szerepek közül. 2002-ben öt filmben kapott szerepet, ezek közt volt a Szellemek városa és a Félelem.com.

## Magánélete
1998. május 19-én feleségül ment Dr. Martin Hirigoyen Kelly plasztikai sebészhez. Három fiuk született, Theodore (2000) és Otis (2003). Harmadik gyermekük, Rex 2008 októberében, Kelly halála után öt hónappal jött világra. 
2008. május 20-án a londoni otthonuk kapujában összeesett Kellyre egy orvos barátja talált rá, de életét a kórházban már nem tudták megmenteni. Halálának oka kitágulásos szívizom-elfajulás volt.
Férje váratlan elvesztése után McElhone továbbra is leveleket írt neki, beszámolva a napi eseményekről, valamint arról, hogyan próbál gyermekeivel együtt megbirkózni az őket ért veszteséggel. Ezek a levelek és naplóbejegyzések lettek az alapjai a színésznő 2010-ben kiadott After You: Letters of Love, and Loss, to a Husband and Father című könyvének.

## Filmográfia

### Film
| Év   | Magyar cím                                | Eredeti cím            | Szerep                     | Magyar hang         |
| ---- | ----------------------------------------- | ---------------------- | -------------------------- | ------------------- |
| 1996 | Túlélni Picassót                          | Surviving Picasso      | Françoise Gilot            | Für Anikó           |
| 1997 | Az ördög maga                             | The Devil's Own        | Megan Doherty              | Tóth Ildikó         |
| 1997 | Mrs. Dalloway                             | Mrs Dalloway           | Clarissa Dalloway fiatalon | Tóth Ildikó         |
| 1998 | Truman Show                               | The Truman Show        | Lauren Garland / Sylvia    | Báthory Orsolya     |
| 1998 | Perlekedő szerelem                        | What Rats Won't Do     | Kate Beckenham             | Létay Dóra          |
| 1998 | Ronin                                     | Ronin                  | Deirdre                    | Kéri Kitty          |
| 2000 | Lóvátett lovagok                          | Love's Labour's Lost   | Lady Rosaline              | Majsai-Nyilas Tünde |
| 2000 | Vírusbosszú                               | Contaminated Man       | Holly Anderson             | Major Melinda       |
| 2002 |                                           | Laurel Canyon          | Sara                       |                     |
| 2002 | Félelem.com                               | FeardotCom             | Terry Huston               | Kéri Kitty          |
| 2002 | Magassági mámor                           | Killing Me Softly      | Deborah Tallis             | Simon Mari          |
| 2002 | Szellemek városa                          | City of Ghosts         | Sophie                     | Für Anikó           |
| 2002 | Solaris                                   | Solaris                | Rheya Kelvin               | Kéri Kitty          |
| 2004 | Hölgyek levendulában (A levendula illata) | Ladies in Lavender     | Olga Daniloff              | Németh Kriszta      |
| 2005 | Az ismeretlen katona                      | Guy X                  | Irene Teal őrmester        | Frajt Edit          |
| 2006 | Rosszbarátok                              | Big Nothing            | Penelope Wood              | Erdős Borcsa        |
| 2008 | Holdhercegnő                              | The Secret of Moonacre | Loveday de Noir            | Roatis Andrea       |
| 2008 |                                           | Blessed                | Lou                        |                     |
| 2010 |                                           | The Kid                | Gloria                     |                     |
| 2013 |                                           | The Sea                | Connie Grace               |                     |
| 2013 | Rómeó és Júlia                            | Romeo and Juliet       | Capuletné                  | Götz Anna           |
| 2014 | Szabadrúgás                               | Believe                | Erica Gallagher            | Törtei Tünde        |
| 2016 |                                           | Mr. Church             | Marie Brooks               |                     |
| 2016 | London Town                               | London Town            | Sandrine Baker             | Létay Dóra          |
| 2021 |                                           | Carmen                 | Carmen                     |                     |

### Televízió

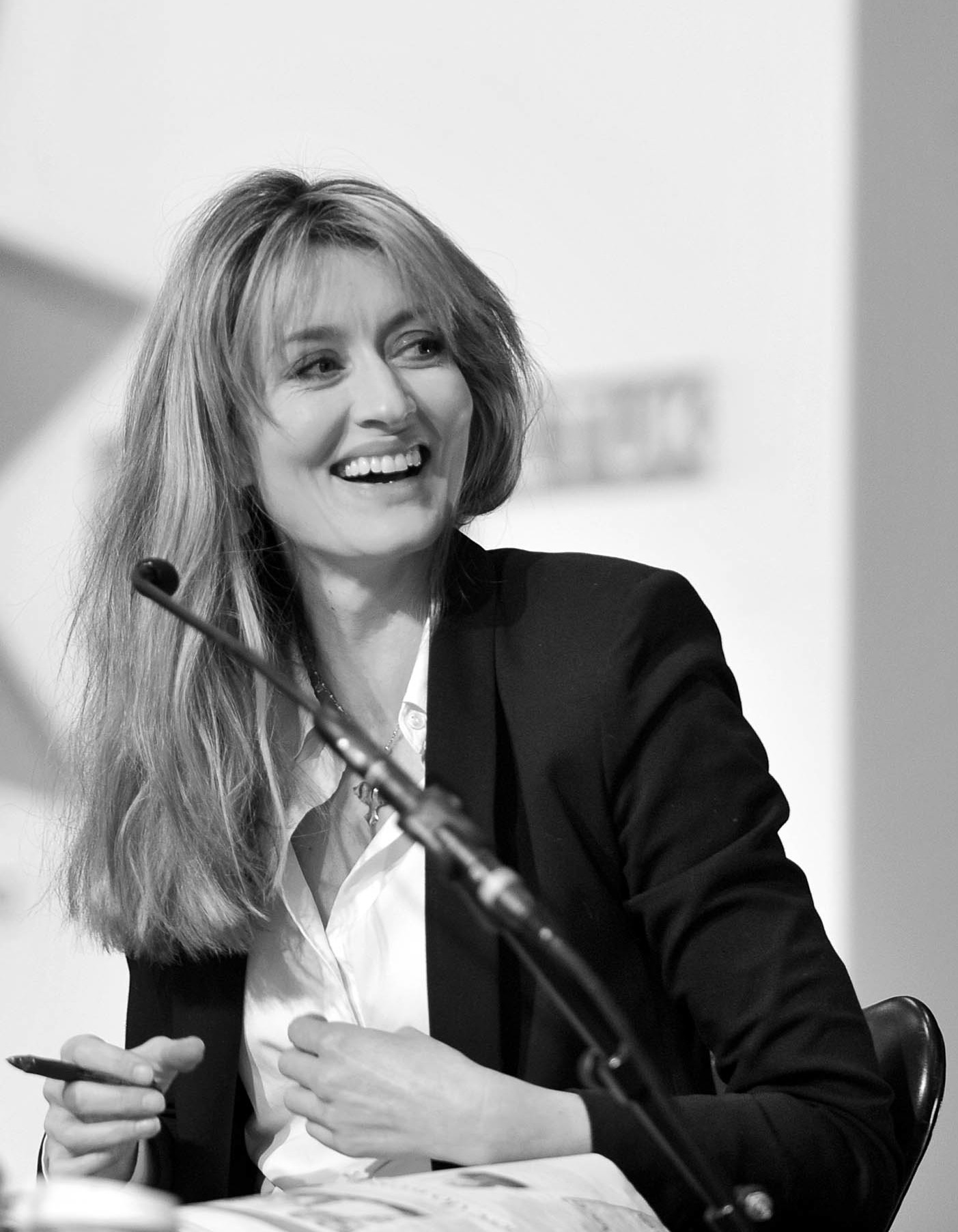
2014-ben

| Év        | Magyar cím            | Eredeti cím                | Szerep                           | Megjegyzések                                                         |
| --------- | --------------------- | -------------------------- | -------------------------------- | -------------------------------------------------------------------- |
| 1990      |                       | The Ruth Rendell Mysteries | Helen Blake                      | 2 epizód                                                             |
| 1991      |                       | Bergerac                   | Louise Calder                    | 1 epizód                                                             |
| 1994      |                       | Absolutely Fabulous        | művészeti galéria asszisztens    | 1 epizód                                                             |
| 1994      |                       | Minder                     | Vanessa                          | 1 epizód                                                             |
| 1994      |                       | Cadfael                    | Cecily Corde                     | 1 epizód                                                             |
| 1994      |                       | A Breed of Heroes          | Janet                            | tévéfilm                                                             |
| 1996      |                       | Karaoke                    | Angie                            | 2 epizód                                                             |
| 1996      |                       | Cold Lazarus               | Angie                            | 2 epizód                                                             |
| 2003      | A másik Boleyn lány   | The Other Boleyn Girl      | Mary Boleyn                      | tévéfilm                                                             |
| 2005      | Jelenések             | Revelations                | Josepha Montafiore nővér         | minisorozat                                                          |
| 2007      | A Cég – A CIA regénye | The Company                | Elizabet Nemeth                  | - minisorozat - magyar hangja: - Roatis Andrea                       |
| 2007–2014 | Kaliforgia            | Californication            | Karen                            | - főszereplő (84 epizód) - magyar hangja: - Nagy-Kálózy Eszter       |
| 2009      | Tízperces mesék       | 10 Minute Tales            | nő                               | rövidfilm                                                            |
| 2010      |                       | Thorne                     | Anne Coburn                      | minisorozat (3 epizód)                                               |
| 2015      |                       | Saints & Strangers         | Elizabeth Hopkins                | minisorozat (2 epizód)                                               |
| 2016–2017 | A kijelölt túlélő     | Designated Survivor        | Alex Kirkman first lady          | - főszereplő - magyar hangja: - Zakariás Éva                         |
| 2018      |                       | The First                  | Laz Ingram                       | állandó szereplő                                                     |
| 2022–     |                       | Hotel Portofino            | Bella Ainsworth                  | állandó szereplő                                                     |
| 2022–2024 | Halo                  | Halo                       | Dr. Catherine Elizabeth Halsey   | - állandó szereplő és producer - magyar hangja: - Kisfalvi Krisztina |
| 2022      | A Korona              | The Crown                  | Penelope Knatchbull, Lady Romsey | főszereplő (5. évad)                                                 |
| 2022      | Jobb idők             | Better Things              | Mark barátnője (uncredited)      | 1 epizód (stáblistán nem szerepel)                                   |

## Díjak és jelölések
| Év   | Díj                              | Kategória                                              | Jelölt mű      | Eredmény |
| ---- | -------------------------------- | ------------------------------------------------------ | -------------- | -------- |
| 1999 | MTV Movie Awards                 | - legjobb akciójelenet - (Robert De Niróval megosztva) | Ronin (1998)   | Jelölve  |
| 2003 | Szaturnusz-díj                   | legjobb női főszereplő                                 | Solaris (2002) | Jelölve  |
| 2003 | Irish Film and Television Awards | legjobb filmszínésznő                                  | Solaris (2002) | Jelölve  |
| 2005 | Satellite Award                  | legjobb színésznő (minisorozat vagy tévéfilm)          | Jelenések      | Jelölve  |

## Fordítás
- Ez a szócikk részben vagy egészben  a   Natascha McElhone című angol Wikipédia-szócikk ezen változatának fordításán alapul.  Az eredeti cikk szerkesztőit annak laptörténete sorolja fel. Ez a jelzés csupán a megfogalmazás eredetét és a szerzői jogokat jelzi, nem szolgál a cikkben szereplő információk forrásmegjelöléseként.